# Homoeocera trizona
Homoeocera trizona är en fjärilsart som beskrevs av Paul Dognin 1906. Homoeocera trizona ingår i släktet Homoeocera och familjen björnspinnare. Inga underarter finns listade i Catalogue of Life.